# Sōzos Andreou
Sōzos Andreou (6 settembre 1969) è un ex calciatore cipriota, di ruolo difensore.

## Carriera

### Club
Ha giocato nella massima serie cipriota con Anorthosis Ammochostou e AEL Limassol.

### Nazionale
Nel 1995 ha esordito con la nazionale cipriota, giocando 4 partite fino al 1997.